# Parafia Wniebowzięcia Najświętszej Maryi Panny w Grabiu
Parafia Wniebowzięcia Najświętszej Maryi Panny w Grabiu – rzymskokatolicka parafia znajdująca się w archidiecezji krakowskiej, w dekanacie Niepołomice, w Polsce.